# Jenifer do Nascimento Silva
Jenifer do Nascimento Silva (* 17. Mai 1991) ist eine brasilianische Leichtathletin, die sich auf den Langstreckenlauf spezialisiert hat.

## Sportliche Laufbahn
Erste internationale Erfahrungen sammelte Jenifer do Nascimento Silva im Jahr 2009, als sie bei den Südamerikameisterschaften in Lima in 4:32,52 min den neunten Platz im 1500-Meter-Lauf belegte. Anschließend klassierte sie sich bei den Panamerikanischen-Juniorenmeisterschaften in Port of Spain mit 4:48,40 min auf dem fünften Platz und erreichte im 5000-Meter-Lauf nach 17:33,53 min Rang vier. Im Jahr darauf gewann sie bei den U23-Südamerikameisterschaften, die im Zuge der Südamerikaspiele in Medellín ausgetragen wurden, in 4:40,90 min die Bronzemedaille über 1500 Meter hinter der Argentinierin Evangelina Thomas und Rocío Huillca aus Peru. 2012 belegte sie dann bei den U23-Südamerikameisterschaften in São Paulo in 11:23,74 min den vierten Platz im Hindernislauf und 2016 gewann sie bei den Ibero-Amerikanischen Meisterschaften in Rio de Janeiro in 16:29,59 min die Bronzemedaille über 5000 Meter hinter der Portugiesin Sara Moreira und Florencia Borelli aus Argentinien. 2019 siegte sie in 1:16:12 h beim ASICS Golden Run in São Paulo und anschließend beim Brasilia-Halbmarathon nach 1:17:21 h. 2021 klassierte sie sich bei den Südamerikameisterschaften in Guayaquil in 34:34,78 min auf dem siebten Platz im 10.000-Meter-Lauf. 2023 belegte sie bei den Südamerikameisterschaften in São Paulo in 34:46,5 min den siebten Platz über 10.000 Meter und anschließend kam sie bei den Straßenlauf-Weltmeisterschaften in Riga im Halbmarathon nicht ins Ziel. Auch bei den Ibero-Amerikanischen Meisterschaften im Jahr darauf in Cuiabá kam sie über 5000 Meter nicht ins Ziel.
In den Jahren von 2018 bis 2020 wurde do Nascimento Silva brasilianische Meisterin im 10.000-Meter-Lauf sowie 2019 und 2020 auch über 5000 Meter.

## Persönliche Bestleistungen
- 1500 Meter: 4:23,90 min, 16. September 2018 in Bragança Paulista
- 3000 Meter: 9:25,52 min, 18. Juni 2016 in São Paulo
- 5000 Meter: 16:05,70 min, 22. Juni 2022 in Rio de Janeiro
- 10.000 Meter: 33:51,12 min, 24. Juni 2022 in Rio de Janeiro
- Halbmarathon: 1:13:03 h, 21. August 2022 in Buenos Aires
- 3000 m Hindernis: 10:05,91 min, 1. Juli 2016 in São Bernardo do Campo